# Rune Erkers
Rune Erkers (11 gennaio 1929 – 9 febbraio 2013) è stato un cestista svedese.

## Carriera
Con la Svezia ha disputato i Campionati europei del 1953.